# 太田浩一
太田 浩一（おおた こういち、1944年4月23日 - ）は、日本の物理学者、東京大学名誉教授。

## 来歴
長野県出身。兵庫県立神戸高等学校卒、1967年東京大学理学部物理学科卒業。72年同大学院理学系研究科物理学専攻修了、「超伝導核の質量非対称性」で東大理学博士、東大教養学部助手、講師、89年助教授、95年教授。1980-82年マサチューセッツ工科大学理論物理学センター研究員。1982-83年アムステルダム自由大学客員教授。1990-91年エルランゲン大学客員教授。2005年東大定年退官、名誉教授。

## 著書
- 『電磁気学』丸善物理学基礎コース　2000
- 『マクスウェル理論の基礎 相対論と電磁気学』東京大学出版会 2002
- 『マクスウェルの渦 アインシュタインの時計 現代物理学の源流』東京大学出版会 2005
- 『哲学者たり、理学者たり 物理学者のいた街』東京大学出版会 2007
- 『電磁気学の基礎』シュプリンガー・ジャパン 2007　のち東大出版会
- 『ほかほかのパン 物理学者のいた街 2』東京大学出版会 2008
- 『がちょう娘に花束を 物理学者のいた街 3』東京大学出版会 2009
- 『それでも人生は美しい 物理学者のいた街 4』東京大学出版会 2010

### 共編
- 『アインシュタインレクチャーズ@駒場 東京大学教養学部特別講義』松井哲男,米谷民明共編 東京大学出版会 2007

## 注
1. ↑  著者紹介
2. ↑  『駒場2001』東京大学教養学部